# Български клек
Български клек (на английски: Bulgarian squat) е широко известно фитнес упражнение за увеличаване на мускулната маса в горната част на бедрата. Упражнението би могло да подобри и спринтовете на атлетите и скачането на височина и дължина. Може да се изпълнява с дъмбели, щанга, ластици, на смит машина или на портален скрипец.

## Участващи мускули

### Динамисти
- Четириглави бедрени мускули
- Големи седалищни мускули

### Синергисти
- Аддуктори
- Солеуси

### Статисти
- Дълги гръбначни мускули
- Междинни и малки седалищни мускули